# Torsten Eveland
Torsten Gustaf Eveland, född 14 juni 1899 i Häggenås församling i Jämtlands län, död 30 november 1970 i Adolf Fredriks församling i Stockholm, var en svensk jurist.
Eveland, som var son till folkskoleinspektör Erik Eveland och Anna Carlström, avlade studentexamen i Östersund 1918, blev juris kandidat vid Stockholms högskola 1926, avlade reservofficersexamen 1922 och blev löjtnant i Gotlands artillerikårs reserv 1927. Han tjänstgjorde på svenska konsulatet i Rouen 1926–1927, tingstjänstgöring i Jämtlands västra och Livgedingets domsaga 1928–1930, blev extra länsnotarie i Jämtlands län 1930, var tillförordnad landsfogde där 1933–1937, krigsfiskal vid Jämtlands fältjägarregemente och Norrlands artilleriregemente 1934–1937, stadsfiskal i Söderhamns stad 1937–1938, tillförordnades som stadsfiskal i Stockholms stad 1939 samt blev polismästare och stadsfiskal i Linköpings stad 1943.